# José Pujol (nuotatore)
José Pujol (Barcellona, 3 agosto 1951) è un ex nuotatore spagnolo.

## Carriera
Fratello dell'anch'esso olimpionico Joaquín, partecipò ai Giochi di Monaco di Baviera 1972, nei quali partecipò alla gara della Staffetta 4x100m sl.
Ai VI Giochi del Mediterraneo, ha vinto 1 oro nella Staffetta 4×100m sl, e 1 argento nella Staffetta 4×200m sl.